# Jordi Codina
Jordi Codina Rodríguez (ur. 27 kwietnia 1982 roku w Barcelonie) – hiszpański piłkarz występujący na pozycji bramkarza. Obecnie gra w Getafe CF, jest wychowankiem Realu Madryt.

## Sukcesy

### Real Madryt
- Mistrzostwo Hiszpanii: 2008
- Superpuchar Hiszpanii: 2008